# سوروفيكينو
سوروفيكينو (بالروسية: Суровикино) هي إحدى مدن روسيا في الكيان الفدرالي الروسي فولغوغراد أوبلاست.